# 胡利奥·塞萨尔·恩西索
胡利奥·塞萨尔·恩西索（西班牙語：Julio César Enciso，1974年8月5日—），巴拉圭男子足球运动员，司职中场。他曾代表巴拉圭国奥队参加2004年夏季奥林匹克运动会足球比赛，获得一枚银牌。